# Oncholaimus menzeli
Oncholaimus menzeli is een rondwormensoort uit de familie van de Oncholaimidae.